# Kia K9
Kia K9 (hay còn được gọi là Kia K900 tại thị trường Mỹ, Canada và Kia Quoris tại các thị trường xuất khẩu khác) là một phiên bản xe sedan hạng sang được sản xuất bởi Kia.
K9 được ra mắt tại Hàn Quốc vào tháng 5 năm 2012. Tính đến tháng 6 năm 2013, nó đã được bán ở Hàn Quốc, Trung Đông, Colombia, Chile, Guatemala, Peru, Nga,Hoa Kỳ và Canada. Có kế hoạch phát hành dòng xe này ở Trung Quốc. K900 đã bị ngừng sản xuất tại Canada vào năm 2018 và tại Hoa Kỳ vào tháng 1 năm 2021.
K9 thế hệ thứ hai được ra mắt vào năm 2018.

## Thế hệ đầu tiên (KH; 2012)

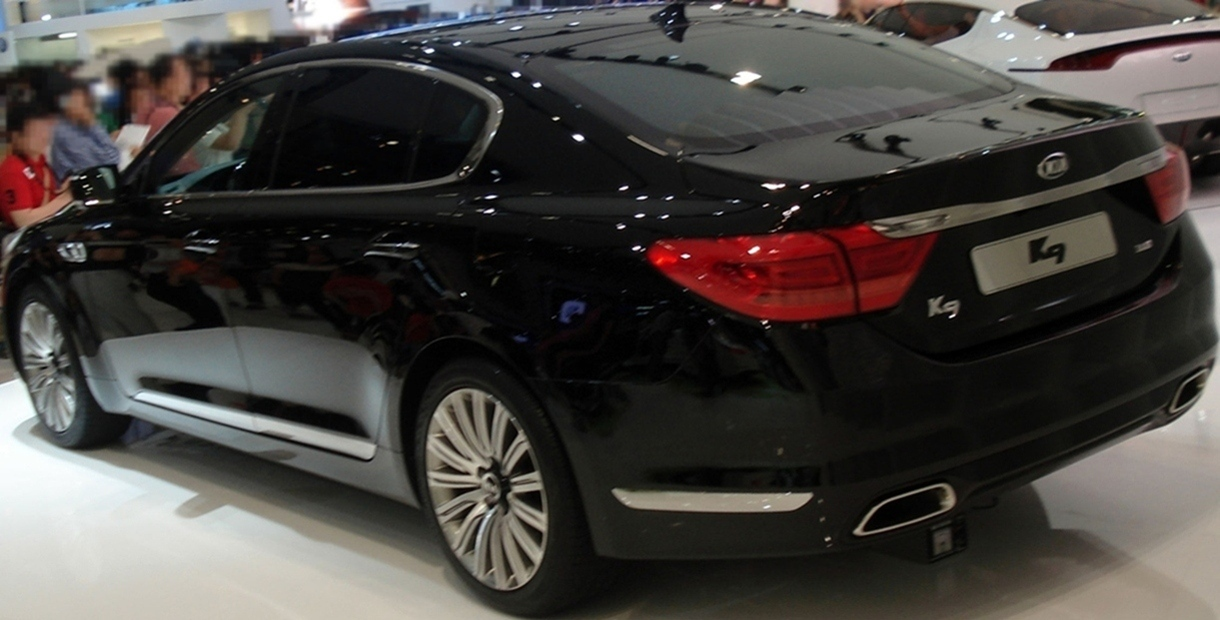
Kia K9 (Hàn Quốc)

K9 được phát triển dựa trên phiên bản Hyundai Equus và Hyundai Genesis, cùng chia sẻ nền tảng BH-L (VI). Đây là chiếc sedan dẫn động cầu sau đầu tiên mà Kia cung cấp tại Hoa Kỳ. Mã phát triển của K9 là KH.
K9 ngắn hơn một chút so với Hyundai Equus và có chiều dài cơ sở dài hơn Hyundai Genesis.
Động cơ ra mắt tại Hàn Quốc bao gồm phiên bản V6 3.3L (3342 cc) 300 PS (221 kW; 296 bhp) và 334 PS (246 kW; 329 bhp) 3.8L (3778 cc) GDI V6, kết hợp với hộp số tự động tám cấp.
Kia Quoris ra mắt lần đầu tại Nga vào năm 2013 với động cơ V6 3.8L công suất 294 PS (216 kW;290 mã lực).

K900 tại Mỹ sử dụng động cơ GDI V8 5.0 lít (5.038 cc) 426 PS (313 kW; 420 mã lực), sản sinh mô-men xoắn 376 lb⋅ft (510 N⋅m). Tại Canada, K900 có thể được trang bị động cơ 3,8L GDI V6 công suất 315 PS (232 kW; 311 bhp), sản sinh mô-men xoắn 293 lb⋅ft (397 N⋅m) hoặc động cơ V8 5.0L GDI tương tự như động cơ tại thị trường Hoa Kỳ.

## Thế hệ thứ hai (RJ; 2018)
Kia ra mắt K9 / K900 hoàn toàn mới (vẫn được bán với tên gọi Quoris ở một số thị trường) tại Triển lãm ô tô New York tháng 3 năm 2018. Thế hệ mới dài và rộng hơn, có chiều dài cơ sở kéo dài thêm khoảng 2,3 inch (60 mm). Nó vẫn giữ nguyên hộp số 8 cấp, cũng như ba phiên bản động cơ giống nhau. Nội thất có da và gỗ chất lượng cao hơn, cũng như đồng hồ do Maurice Lacroix phát triển.

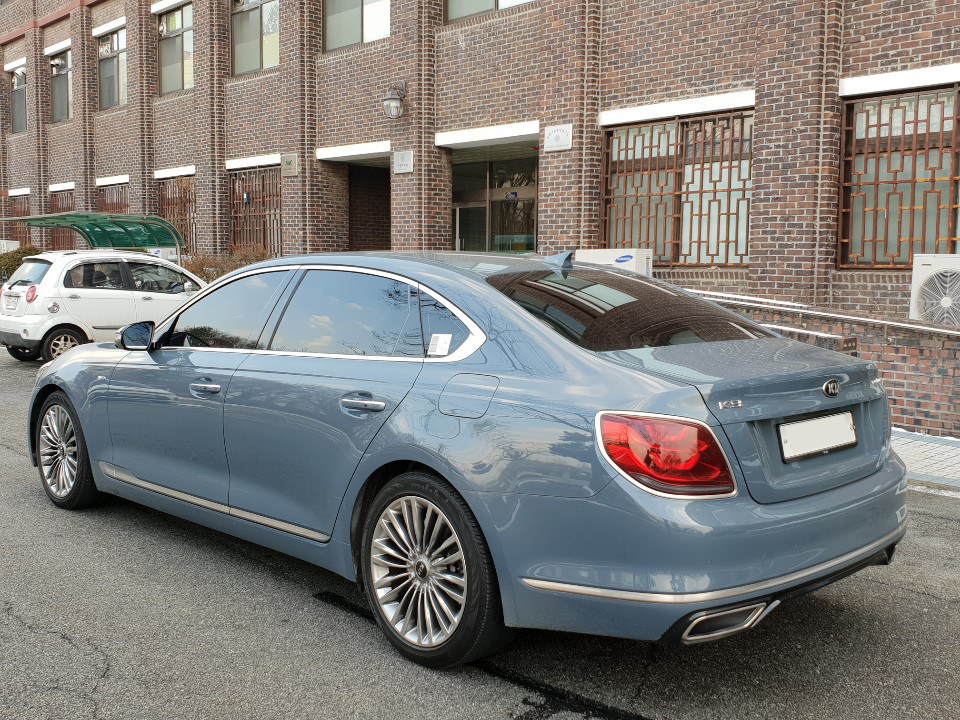
Mặt sau Kia K9 RJ 2019 (Hàn Quốc)
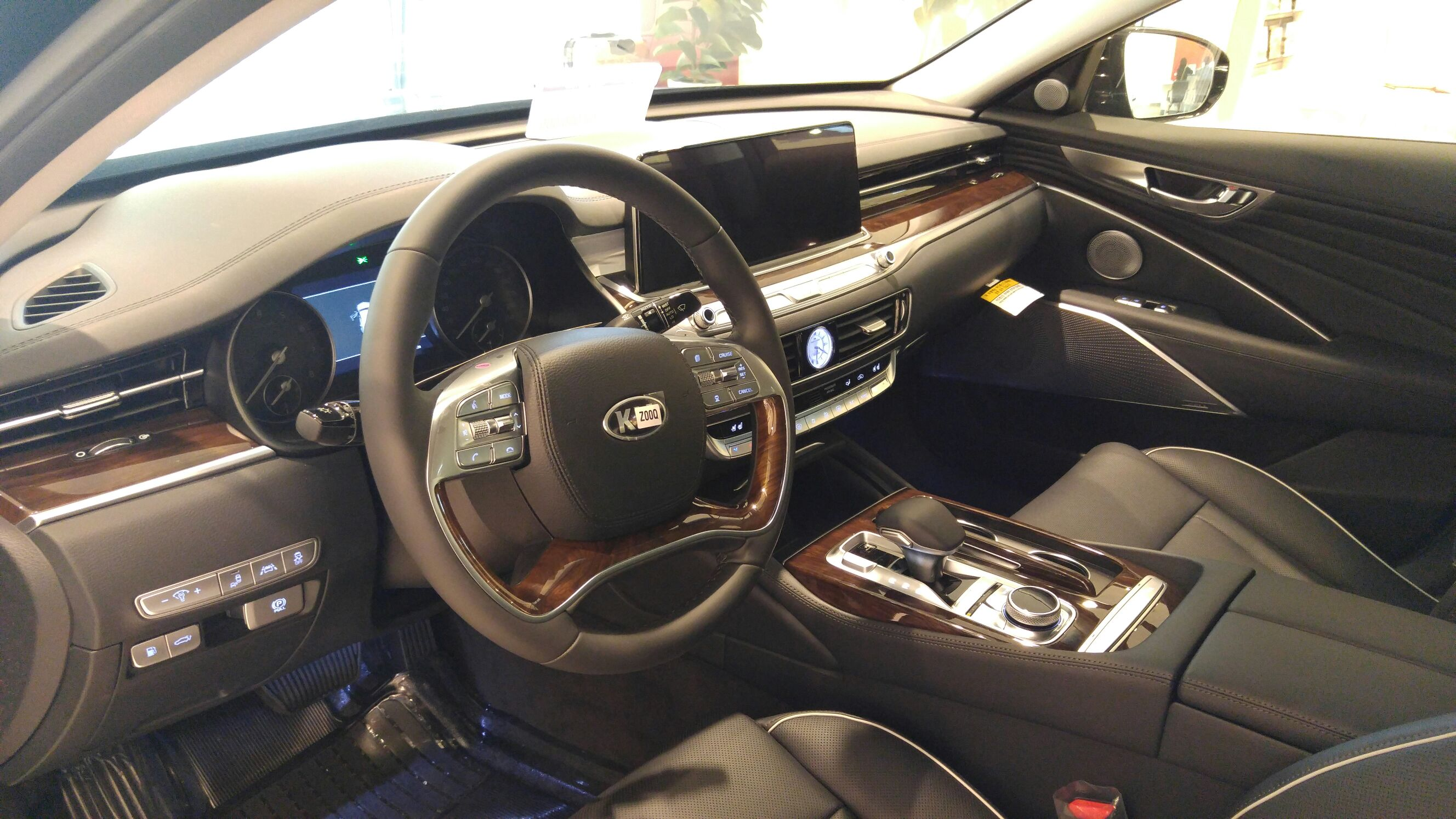
Nội thất Kia K9 RJ 2019 (Hàn Quốc)

### Facelift
Hình ảnh bên ngoài của phiên bản facelift được công bố vào ngày 17 tháng 5 năm 2021. So với phiên bản trước facelift, nó có lưới tản nhiệt rộng hơn với logo chữ V mạ crôm, đèn hậu và một biển số được đặt lại. Phiên bản này cũng có nội thất tinh chỉnh, chẳng hạn như màn hình giải trí 14,5 inch và hệ thống xác thực dấu vân tay.

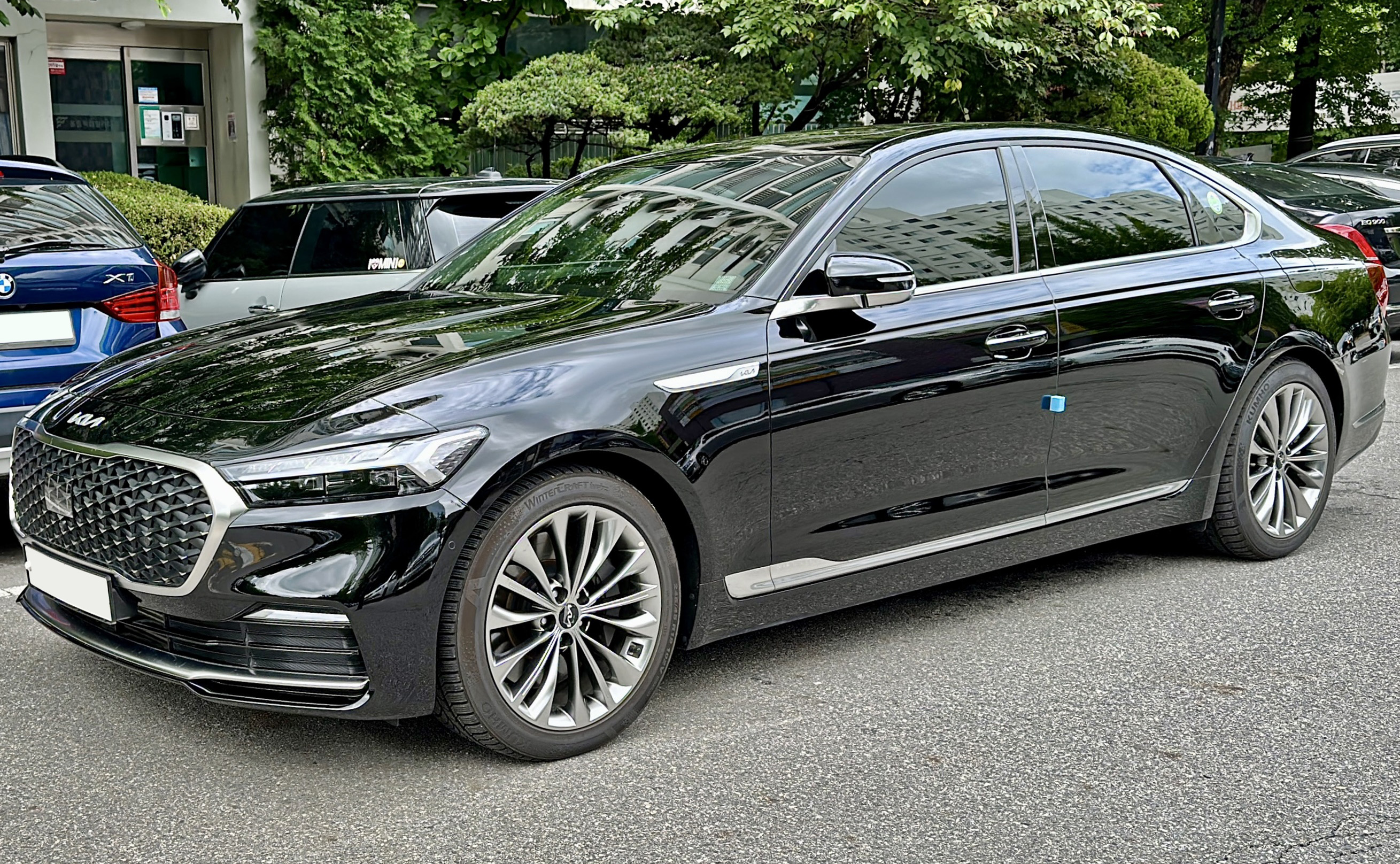
Phía trước
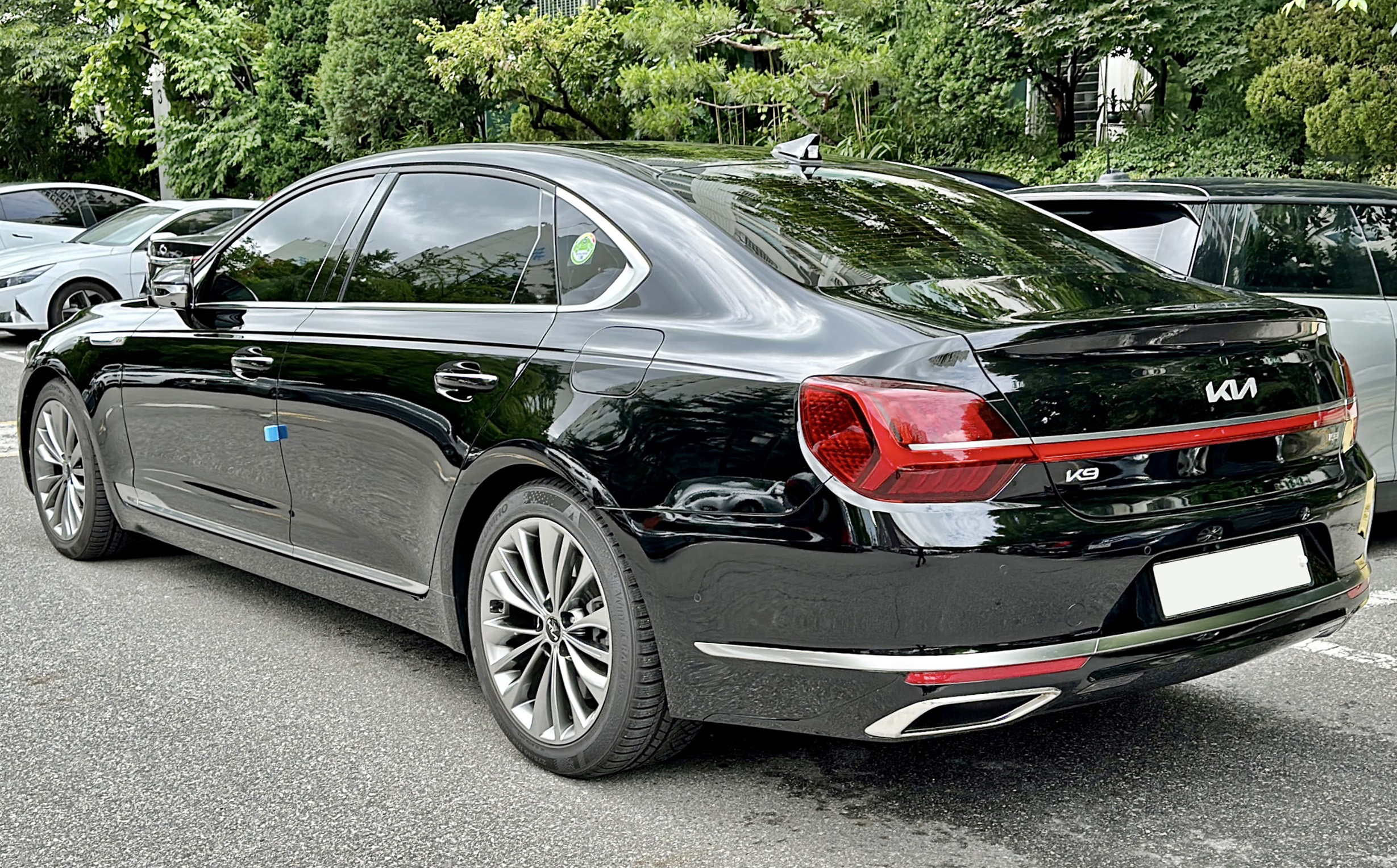
Phía sau
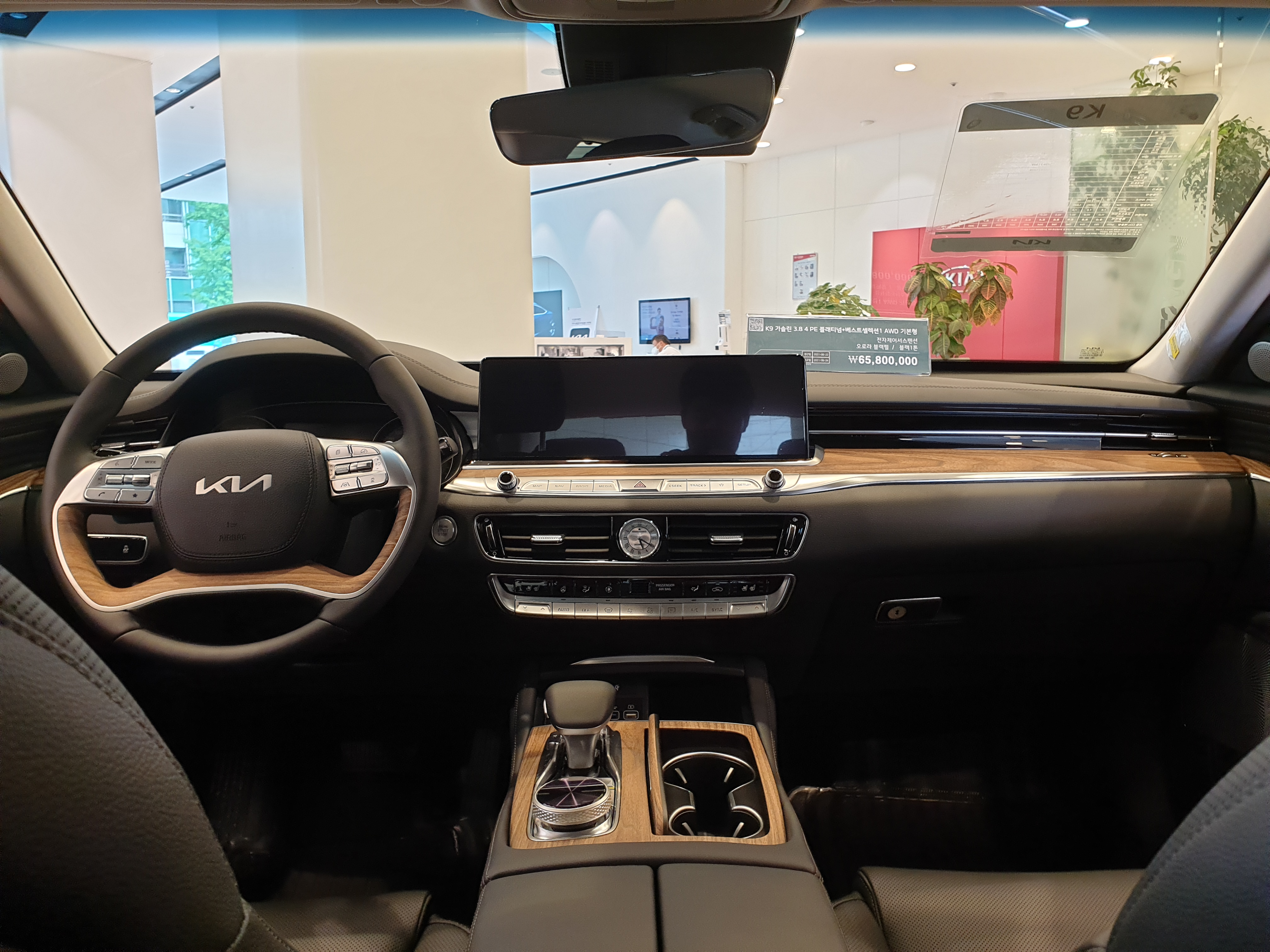
Nội thất

### Hệ thống truyền lực
| Phiên bản            | Năm       | Bộ truyền động       | Công suất@vòng/phút                         | Mô men xoắn@vòng/phút                                   | 0–100 km/h (0-62 mph) (Chính thức) |
| -------------------- | --------- | -------------------- | ------------------------------------------- | ------------------------------------------------------- | ---------------------------------- |
| 3.3L Lambda II GDi   | 2018–2021 | Hộp số tự động 8 cấp | 253 PS (186 kW; 250 hp) @ 6,000 vòng / phút | 35,4 kg⋅m (347 N⋅m; 256 lbf⋅ft) @ 5,000 vòng / phút     | 8.0s (RWD) 8.4s (AWD)              |
| 3.3L Lambda II T-GDi | 2018–nay  | Hộp số tự động 8 cấp | 370 PS (272 kW; 365 hp) @ 6,000 vòng / phút | 52 kg⋅m (510 N⋅m; 376 lbf⋅ft) @ 1,300–4,500 vòng / phút |                                    |
| 3.8L Lambda II GDi   | 2018–nay  | Hộp số tự động 8 cấp | 315 PS (232 kW; 311 hp) @ 6,000 vòng / phút | 40,5 kg⋅m (397 N⋅m; 293 lbf⋅ft) @ 5,000 vòng / phút     |                                    |
| 5.0L Tau GDi         | 2018–2021 | Hộp số tự động 8 cấp | 425 PS (313 kW; 419 hp) @ 6,000 vòng / phút | 53,0 kg⋅m (520 N⋅m; 383 lbf⋅ft) @ 5,000 vòng / phút     |                                    |

## Doanh số bán hàng
Kia K900 đã bán được hơn 200 chiếc mỗi tháng từ tháng 4 đến tháng 6 tại thị trường Mỹ vào năm ra mắt của nó. Doanh số bán hàng giảm xuống khoảng 100-130 chiếc vào tháng 7 và tháng 8 năm 2014, sau đó là 56 chiếc vào tháng 9 và 62 chiếc tháng 10.
K900 đã bị ngừng sản xuất vào năm 2018 tại Canada và vào năm 2021 tại Hoa Kỳ.
Chỉ có 305 chiếc K900 được bán tại Hoa Kỳ vào năm 2020.
| Năm  | Hàn Quốc | Hoa Kỳ | Canada |
| ---- | -------- | ------ | ------ |
| 2014 | 4,429    | 1,330  | 23     |
| 2015 | 4,294    | 2,524  | 36     |
| 2016 | 2,555    | 834    | 26     |
| 2017 | 1,553    | 455    | 7      |
| 2018 | 11,843   | 354    | 4      |
| 2019 | 10,878   | 390    | 0      |
| 2020 | 7,831    | 305    | 0      |